# Jorge de Paiva
Jorge de Paiva (* 13. Mai 1887; † 12. Mai 1937) war ein portugiesischer Fechter.

## Werdegang
Paiva begann 1910 mit dem Fechtsport und wählte zunächst den Degen als Waffe. Über seinen Fechtmeister Carlos Gonçalves fand er Anschluss an eine Gruppe von Fechtern, mit denen eine Reihe nationaler und internationaler Titel errang. Er war zwischen 1920 und 1928 drei Mal Mitglied der portugiesischen Florettmannschaft bei den Olympischen Spielen. In Antwerpen 1920 und Paris 1924 wurde das Team jeweils Vierter. Größter Erfolg war der Gewinn der Bronzemedaille im Florett-Mannschaftswettbewerb bei den Olympischen Sommerspielen in Amsterdam gemeinsam mit Mário de Noronha, Paulo d’Eça Leal, Frederico Paredes, João Sassetti und Henrique da Silveira.
In seinem Heimatort Cacilhas wurde die Praceta Jorge de Paiva nach ihm benannt.